# 666: The Child
666: The Child ist ein US-amerikanischer Horrorfilm von Jack Perez aus dem Jahr 2006. Der Film wurde von The Asylum produziert.

## Handlung
Erika Lawson, Nachrichtensprecherin eines lokalen Fernsehsenders, berichtet über einen Flugzeugabsturz. Ihr Ehemann Scott ist als Kameramann vor Ort und rettet den kleinen Donald als einzigen Überlebenden, der wie durch ein Wunder keine schwerwiegenden Verletzungen davonträgt. Erika und Scott hegen schon lange den Wunsch, ein Kind zu adoptieren. Nun haben sie vor, dem kleinen Jungen ein neues Zuhause zu geben. Es stellt sich heraus, dass Donald bereits Waise ist und in einem Waisenhaus in San Francisco untergebracht war.
Überglücklich dürfen sie den Jungen adoptieren. In Donalds Umfeld geschehen derweil unerklärliche Todesfälle innerhalb des Personals eines Krankenhauses und einer Zahnarztpraxis. Scotts Vater Jake trifft den Jungen beim Spielen versehentlich mit einem Baseball im Gesicht. Als Jake in der folgenden Nacht aufwacht, erkennt er Donald vor seinem Fenster, kurz bevor der Deckenventilator ihn tötet. Nachdem plötzlich eine ehemalige Nonne des Waisenhauses in San Francisco im Haus der Lawsons aufgetaucht ist und Donald als Kind des Satans bezeichnet hat, wird Scott allmählich nachdenklich. Wenig später kommt die Nonne ums Leben. Scott recherchiert über das Waisenhaus und findet heraus, dass es bis auf die Grundmauern niederbrannte und fast alle Bewohner starben.
Da Erika geschäftlich verreisen muss, passen Scotts Bruder Tony und das neu eingestellte Kindermädchen Lucy auf Donald auf. Lucy ist jedoch ebenfalls von Satan gesandt. Scott sucht Pater O’Herlihy auf, den ehemaligen Heimleiter in San Francisco. Der berichtet ihm über das satanische Mal 666 auf Donalds Zunge und dass Scott Donald töten muss, um das Böse aufzuhalten. Inzwischen wird sein Bruder Tony von Maschinen in der Garage bestialisch getötet. Als auch Erika in ihrem Hotelzimmer stirbt, tötet Scott Lucy, die ihn angreift, und will daraufhin auch Donald umbringen. Während er über ihm kniet, wird er jedoch von hinten durch einen Polizisten erschossen. Donald wird von Erikas Schwester Mary Lou adoptiert.

## Kritik
„Preiswert produzierter Horrorfilm ohne jede Eigenständigkeit.“

„Ein ‚Omen‘ kommt noch selten allein, und wenn Hollywood ein Horror-Remake beschließt, dann ist der Schnellschuss-Abklatsch der zuständigen Trash-Klonkammer The Asylum nicht weit. Ohne teure Zeit mit atmosphärischem Schnickschnack oder mythologischem Background zu verplempern, kommt der Antichrist als halber Teenie zur Welt und beginnt noch vor dem Abendessen mit dem Morden. Vorhertelegrafierte Schocks in Zimmerkulissen, kreative Tode im engen Budgetrahmen, und schon nach 70 Minuten ist alles vorbei.“